# Swazi
Les Swazi sont une population bantoue d'Afrique australe, vivant principalement en Afrique du Sud et en Eswatini, mais également au Mozambique. On recense plus de Swazi en Afrique du Sud qu'en Eswatini, qui est pourtant leur terre d'origine.

## Ethnonymie
Selon les sources et le contexte, on rencontre différentes formes : Amangwane, Amaswati, Amaswazi, Bakangwane, Isiswazi, Ngwane, Siswazi, Souazi, Swati, Tekela, Tekeza.
Les Swazi prennent leur nom à partir du règne du roi Mswati II, au xixe siècle : « Les groupes qui furent ultérieurement connus sous le nom de Swazi étaient différents clans ngwane et tsonga conduits par des chefs de la lignée royale des Dlamini. »
Cette tribu croit en la symbolique des âmes. Ainsi, les Swazi assimilent une simple photo d'un homme et d'une femme comme un lien hautement symbolique. Dans leur croyance, une photographie prend l'âme de celui qui est photographié. La photo d'un homme et d'une femme est considéré comme une union. 
| Singulier (une personne swati) | liSwati  |
| Pluriel (le peuple swati)      | emaSwati |
| Langue (la langue swati)       | siSwati  |

## Langues
Ils parlent le swati (une langue bantoue), l'anglais et l'afrikaans, ainsi que le portugais au Mozambique.